# Pablo Francés
Pablo Alejandro Francés (Córdoba, Argentina, 29 de septiembre de 1982) es un futbolista argentino que juega de delantero y su último club fue Atlético Club San Martín. En la temporada 2008-2009 fue botin de Oro en la Super Liga de Indonesia.

## Clubes
| Club                              | País      | Año         |
| --------------------------------- | --------- | ----------- |
| Club Atlético Racing              | Argentina | 1998 - 2000 |
| Club Atlético Talleres            | Argentina | 2000 - 2002 |
| Club Atlético General Paz Juniors | Argentina | 2002 - 2006 |
| Destroyers                        | Bolivia   | 2006 - 2007 |
| Oriente Petrolero                 | Bolivia   | 2007 - 2008 |
| Persijap Jepara                   | Indonesia | 2008 - 2010 |
| Persib Bandung                    | Indonesia | 2010 - 2011 |
| Persikab Bandung                  | Indonesia | 2011 - 2012 |
| San Marcos de Arica               | Chile     | 2012 - 2013 |
| Central Norte                     | Argentina | 2013        |
| Atlético Club San Martín          | Argentina | 2014        |

|Club Deportivo Huracan de Tancacha (Córdoba)
| Argentina
|2022 
|-align=center

## Palmarés

### Campeonatos Nacionales
| Título    | Club                | País  | Año  |
| --------- | ------------------- | ----- | ---- |
| Primera B | San Marcos de Arica | Chile | 2012 |